# Xeraka
Xeraka (pronunciado [ʃe'ra.ka], en árabe: شراقة‎, en francés: Chraka) es una localidad marroquí perteneciente al municipio de Buhalal, en la región de Tánger-Tetuán-Alhucemas. Desde 1912 hasta 1956 perteneció a la zona norte del Protectorado español de Marruecos.
En los últimos años a presentado una inmensa inversión por parte de varios sectores debido al crecimiento desmesurado de la población local, así como la buena gestión de Abslam conocido como " el rey de Chraka".
Hoy en día también es conocido como una de las zonas de origen de las familias Bennamar, Messouri y en concreto de la señora Soudia Bennamar Messouri.